# Mosunetuzumab
Mosunetuzumab, es vendido bajo varias marcas incluyendo Lunsumio, es un medicamento utilizado para tratar el linfoma folicular. Se utiliza específicamente cuando otros medicamentos han fallado. Este medicamento se administra mediante inyección gradual en una vena.
Los efectos secundarios comunes de este medicamento incluyen síndrome de liberación de citocinas, fiebre y dolor de cabeza; otros efectos secundarios pueden incluir el síndrome de neurotoxicidad asociada a las células efectoras inmunes  e infecciones. Las anomalías de laboratorio más comunes incluyen disminución de neutrófilos, niveles bajos de fosfato, niveles altos de glucosa, niveles bajos de linfocitos, aumento de ácido úrico, niveles bajos de glóbulos blancos, niveles bajos de hemoglobina y niveles bajos de plaquetas.  El uso de este medicamento durante el embarazo puede dañar al bebé. Es un anticuerpo monoclonal específicamente un activador de células T CD3 dirigido por CD20 biespecífico. 
Este medicamento fue aprobado para uso médico en Europa y Estados Unidos en 2022.  En Estados Unidos, el tratamiento costaría unos 180.000 dólares estadounidenses a partir de 2023.